# District de Monor
Le district de Monor (en hongrois : Monori járás) est un des 18 districts du comitat de Pest en Hongrie. Il compte 64 227 habitants et rassemble 11 localités : 8 communes et 3 villes dont Monor, son chef-lieu.
Cette entité existait déjà auparavant, sous le nom de Pesti felső járás jusqu'en 1898 et sous le nom actuel jusqu'à la réforme territoriale de 1983.

## Localités
- Bénye
- Csévharaszt
- Gomba
- Gyömrő
- Káva
- Monor
- Monorierdő
- Nyáregyháza
- Pilis
- Péteri
- Vasad